# パウダーパフ

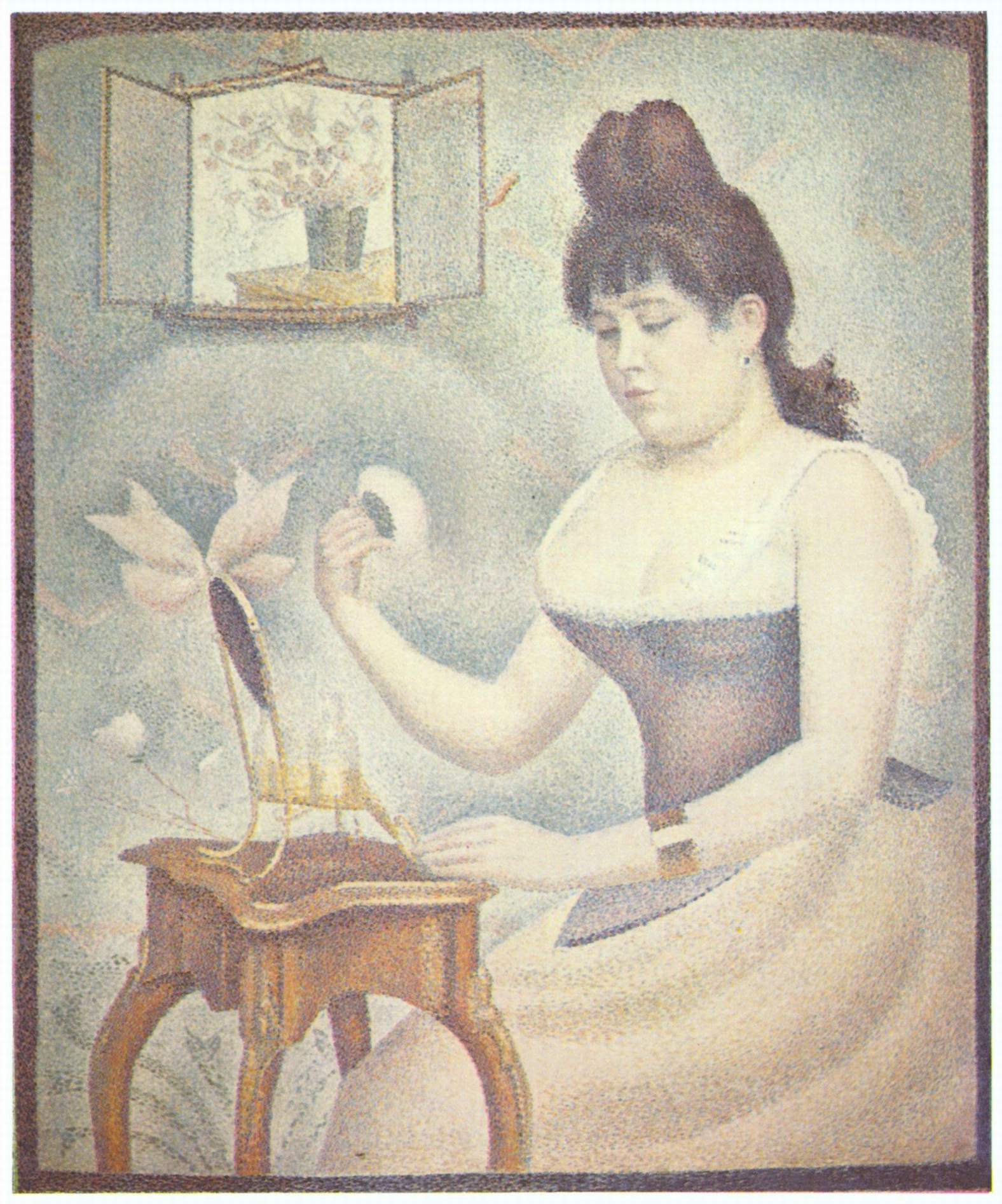
『化粧する若い女（白粉をはたく若い女）』 by ジョルジュ・スーラ（1889-1890年）

パウダーパフ (powder puff) は、化粧用具（化粧品）の一種。主に、粉おしろい・フェイスパウダーやファンデーションを顔に塗布するために用いられる。日本ではおしろいたたきとも呼ばれ、単にパフと略称されることもある。

## 概要
表面が起毛したもの（パフとも呼ぶ）と、スポンジ状のもの（スポンジとも呼ぶ）の、2種類に区分される。
形状も2種類、丸型パフと角型パフがあり、丸型の方は、馬楝のように指を通して使うタイプが現在では主流。
コンパクトの中に同梱して販売されている場合もある。
素材には、合成素材（ウレタンなど）と天然素材（海綿など）がある。

## フェイスパウダー以外
頬紅にも、パフ付きのものが販売されている（チークブラシより簡単につけられるという指摘がある）。
ベビーパウダーは、箱にパフを同梱して販売しているものもある。

## コットンパフ
逆に、「化粧落とし」として用いられる、使い捨てのコットンのこと。

## 犬の名称として
チャイニーズ・クレステッド・ドッグにおいては、ほとんど頭頂以外に毛の無い種類「ヘアレス」に対して、全身に毛のある種類を「パウダーパフ」と呼ぶ。